# السهام البترولية
السهام البترولية أو (بالإنجليزية: Petroleum Arrows)‏ هي إحدى شركات قطاع البترول المصري, والتي تأسست عام 2007 كشركة مساهمة مصرية، وفقا لأحكام قانون الشركات المساهمة وشركات التوصية بالأسهم والشركات ذات المسئولية المحدودة رقم 159 لسنة 1981, برأس مال مرخص به قدره 5 مليارات جنية مصري ورأس مال مصدر قدره 500 مليون جنية مصري

## خدمات الشركة
- نقل كافة المنتجات البترولية الرئيسية والثانوية من معامل التكرير والتصنيع والمستودعات الرئيسية والفرعية والموانئ إلى مواقع الاستخدام والاستهلاك والتوزيع.
- نقل الزيت الخام من مناطق الإنتاج وذلك باستخدام وسائل النقل المختلفة داخل وخارج الجمهورية .
- نقل وتوزيع اسطوانات البوتاجاز بكافة وسائل النقل المختلفة .
- نقل الغاز الصب بالسيارات الصهريجية بجانب الخطوط إلي مصانع التعبئة بشركة بتروجاس ومصانع الأقاليم والقطاع الخاص والمحليات والوحدات المتنقلة ونقل الغازالصب بالسيارات الصهريجية المزودة بطلمبة تفريغ إلي الفنادق والشركات الصناعية وكبار العملاء والقوات المسلحة.
- نقل وتوزيع المنتجات البترولية ( بنزين – سولار – وقود النفاثات ... الخ).
- نقل المهمات والمهيئات والمواسير .
- نقل المياه ( الصالحة للشرب – مياه الاُبار – مياه الحفر ).
- نقل الغازات المسالة ( بوتجاز – بروبان – امونيا ).
- نقل الكيماويات والمتكثفات البترولية والميثانول .
- نقل العاملين بقطاع البترول.
- اصلاح وصيانة السيارات وانصاف المقطورات الصهريجية .
- الانتقال إلي الشركات والمؤسسات بوحدات مجهزة لتموين السيارات التابعة لهم .

## أهداف الشركة
- التوسع في مجال نقل الزيت الخام من حقول الاستكشافات الجديدة الي معامل التكرير.
- التوسع في التعاقد مع الشركات الشقيقة بقطاع البترول في مجالات النقل المختلفة ( البتروكيماويات – الميثنول –الهكسان والمذيبات العطرية – المتكثفات .... الخ ).
- تطوير وتحديث اسطول الغاز الصب.
- تدعيم اسطول الشركة بأحدث السيارات لتلبية الاحتياجات والتعاقدات مع الشركات الاستثمارية.
- توفير اسطول احتياطي استراتيجي من سيارات نقل المنتجات ونقل الغاز الصب يتم الدفع به في حالات الطوارئ والازمات لضمان استقرار السوق المحلي.
- تحديث وتطوير ورش النقل والجراجات وتجهيزها بأحدث الأجهزة والمعدات.

## المساهمين
- الهيئة المصرية العامة للبترول : 20%
- الجمعية التعاونية للبترول : 16%
- مصر للبترول : 27%
- بتروجاس - الغازات البترولية : 32%
- النيل لتسويق البترول : 5%

## رؤساء الشركة
- مصطفي السيد احمد
- أحمد عبد المطلب موسى.
- عبد اللاه السيد.[1]
- أيمن نجيب.